# Nokia 3310

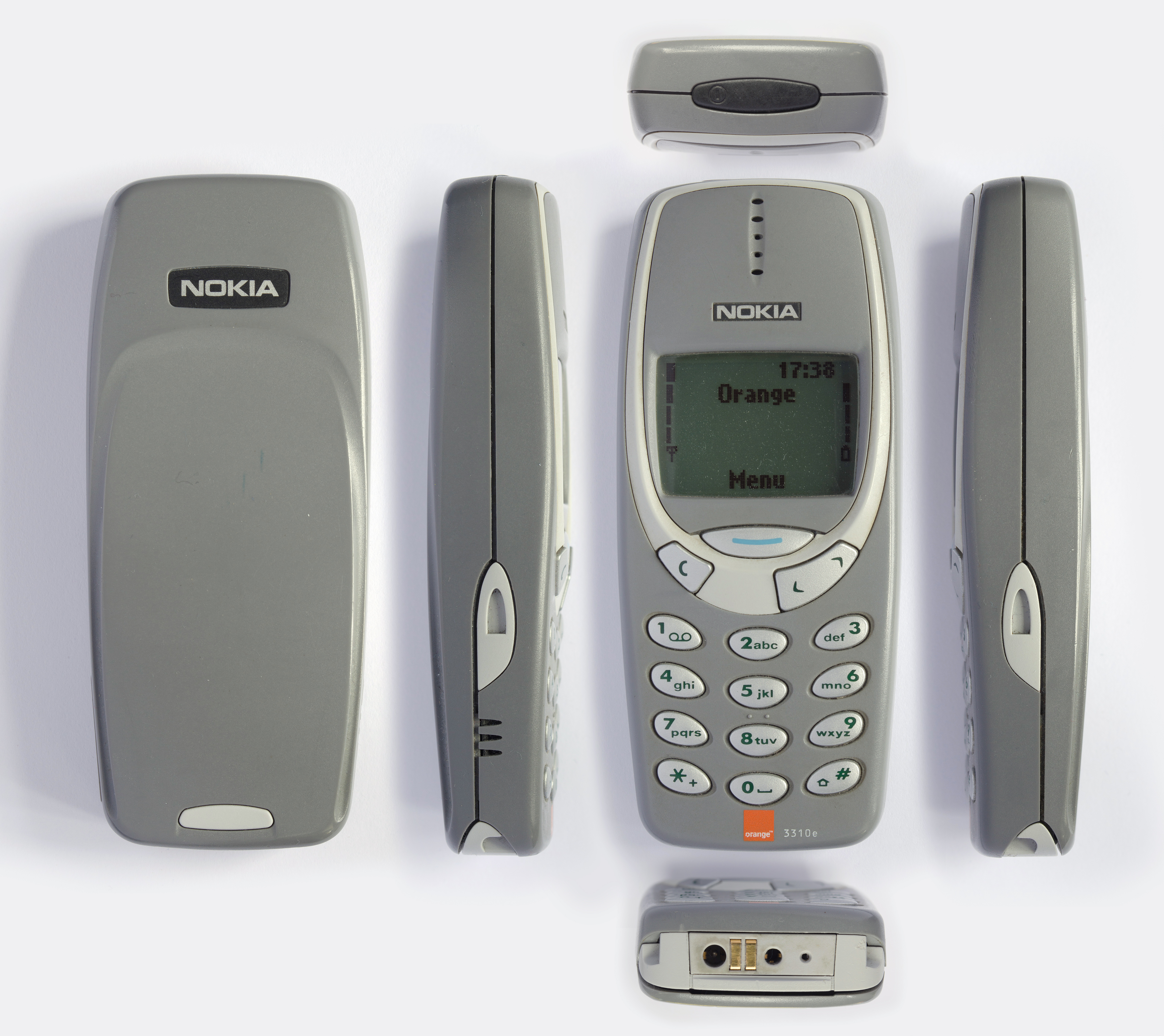
Nokia 3310

Il Nokia 3310 (pron.: trentatré-dieci) è un telefono cellulare annunciato il 1º settembre 2000 e prodotto dalla Nokia a partire da ottobre dello stesso anno. Lanciato con lo slogan «Connecting People» (in italiano: Connettere le persone), il modello 3310 è stato uno dei cellulari di maggior successo della storia, avendo raggiunto 126 milioni di esemplari venduti, fino al suo ritiro dal mercato nel 2005. Per confronto dal lancio al 2010 sono stati venduti 70 milioni di iPhone.

## Aspetti tecnici

### Design e caratteristiche hardware
Esteticamente il Nokia 3310 era stato concepito con una forma piuttosto smussata e arrotondata; pertanto il suo design era "atipico" se paragonato ai telefoni della sua epoca, per lo più neri, rettangolari e con scomode antenne esterne. La maneggiabilità, la comodità data dall'antenna integrata, la compattezza e l'eccellente equilibrio fra dimensioni e peso (113 × 48 × 22 mm / 133 grammi), sarebbero stati i perni attorno al quale ruotò il concetto stesso di "nuovo telefono cellulare" concepito da Nokia. Oltre alla tastiera gli unici tasti disponibili erano il pulsante centrale blu, il tasto "C" e le 2 frecce su/giù per muoversi nei menù, anche questi rappresentati in maniera molto sinuosa, in linea con il design del cellulare.
Lo schermo del 3310 era un bianco e nero a 4032 pixel (84 x 48) e la sua tecnologia era basata sul 2G - GSM (Global System for Mobile Communications) con frequenza dai 900 ai 1800 MHz. Le prime versioni avevano in dotazione un accumulatore nichel-metallo idruro da 900 mAh, che però furono sostituite da altre con accumulatore agli ioni di litio da 1000 mAh; questo permetteva al 3310 di avere un'autonomia dalle 55 alle 260 ore in standby e dalle 2 ore e 30 minuti alle 4 ore e 30 minuti in chiamata (talktime). Nella versione Nokia 3330 il cellulare era in grado anche di connettersi ad Internet tramite il protocollo di comunicazione WAP (Wireless Application Protocol). Il telefono aveva un valore di tasso d'assorbimento specifico pari a 0,96.

### Caratteristiche software
A livello software il 3310 aveva un OS proprietario e il menù in italiano era composto dalle seguenti voci:
- Rubrica[13]
- Messaggi[13]
- Chat[13]
- Registro chiamate[13] (potevano essere registrate al massimo 8 chiamate fatte, 8 ricevute e 8 perse[9])
- Toni[13]
- Impostazioni[13]
- Deviazioni[13]
- Giochi[13] (Snake 2, Pairs 2, Bantumi, Space Impact[9])
- Calcolatrice[13]
- Promemoria
- Orologio[13]
- Modo d'uso
- Servizi sim[13]

Si potevano impostare inoltre screensaver, creare suonerie personalizzate, impostare un messaggio di benvenuto e il 3310 disponeva anche di convertitore di tasso di cambio valuta. Era integrato il sistema di scrittura T9.

## Successo ed eredità culturale
Lo straordinario successo, e il fenomeno culturale come status symbol del tempo, che scaturirono dal Nokia 3310 era da ricercarsi principalmente nella sua interezza: oltre all'innovativo design e maneggevolezza, infatti, il cellulare era noto per l'incredibile stabilità del sistema operativo (che difficilmente andava in crash o si bloccava), l'elevata raggiungibilità alla rete cellulare anche nei punti più ostici, l'ottima visibilità dello schermo in svariate condizioni, e la notevole autonomia della batteria.Oltre a questo altre peculiarità che lo resero così popolare e rivoluzionario furono il compositore di melodie monofoniche personalizzabili e la disponibilità di videogiochi killer app quali Bantumi, Space Impact e il più noto e osannato Snake; inoltre la scocca esterna del telefono era intercambiabile e personalizzabile, disponibile in molti e diversi colori e combinazioni. Parte del suo successo fu anche l'estensiva traduzione del software, nel 2000, in ben 28 lingue differenti.
La caratteristica che però, probabilmente, rese questo cellulare incredibilmente noto all'epoca e negli anni a venire, entrando nell'immaginario collettivo, era la sua inattaccabile compattezza e resistenza al danno, che si può dire essere stata ereditata da tutti i cellulari Nokia successivi, tanto che veniva soprannominato spesso, con una efficace traduzione in italiano, "l'indistruttibile". Questa caratteristica ha avuto un peso non solo nell'epoca in cui il cellulare fu lanciato, ma anche a distanza di oltre un decennio dalla sua produzione, rendendo il dispositivo noto anche alle generazioni più giovani, che effettivamente non ne avevano mai avuto uno. Difatti, dal 2011 il Nokia 3310 si è trasformato in un fenomeno di Internet; inizialmente originato su reddit e poi diffusosi in maniera elevata anche su social network come Facebook e YouTube, tramite i noti meme che ne elogiano la durezza e la resistenza elevandola quasi a sinonimo di "mito" o "leggenda"; paragonandola spesso con quella dei sicuramente più moderni, eppure proprio più fragili, smartphone. A causa di questo "revival" del 3310, la Nokia, non a caso il 1º aprile 2014, decise di organizzare un pesce d'aprile secondo il quale annunciò la commercializzazione di uno smartphone touch screen con il design e molte caratteristiche del 3310, insieme ad altre aggiunte quali il sistema operativo Windows 8 e una fotocamera da 41 megapixel; che ovviamente poi si rivelò un falso.
Altro importante tassello nella continua ascesa socio-culturale di questo prodotto è stato mosso dal Ministero degli Affari Esteri della Finlandia, nel 2015, che ha scelto il Nokia 3310 come "emoji nazionale" in rappresentazione dei punti di forza del paese e della sua gente, commentando:
Nel 2017, in seguito all'acquisto da parte della HMD Global, la Nokia ha annunciato ufficialmente il lancio di un nuovo cellulare chiamato Nokia 3310, un feature phone che richiama il 3310 per design, autonomia e applicativi installati, ma modernizzato nella linea e nella presenza di schermo a colori e fotocamera posteriore.